# Analisi bivariata
L'analisi bivariata evidenzia se vi sono eventuali correlazioni o una qualche relazione tra due o più distinte variabili aleatorie. In contrapposizione l'analisi univariata si occupa dello studio di una sola variabile aleatoria.

## Tipo di relazione e relativo indice
Gli indici più conosciuti ed utilizzati nello studio dell'analisi bivariata:
- associazione
- indipendenza o connessione
- correlazione.

Una tecnica di analisi si dice bivariata se si occupa della distribuzione di due variabili congiuntamente considerate (distribuzione doppia o congiunta).